# ماری (فیلم ۲۰۰۵)
ماری (انگلیسی: Mary) فیلمی به کارگردانی ایبل فرارا با بازی ژولیت بینوش و فارست ویتاکر است. فیلم برندهٔ جایزه جایزه ویژه هیئت داوران جشنواره ونیز شد.

## بازیگران
- ژولیت بینوش
- فارست ویتاکر
- متیو موداین
- هدر گراهام
- ماریون کوتیار
- ویکتوریا جاستیس
- لوکا لیونلو
- جیزلا مارنگو